# 1080i
1080i (такође познато као Full HD или BT.709) комбинација је резолуције кадра и типа скенирања. 1080i се користи у телевизији високе резолуције (HDTV) и видео-снимцима високе резолуције. Број „1080” се односи на број хоризонталних линија на екрану. „i” је скраћеница за „interlaced”; ово указује на то да се само непарне линије, затим парне линије сваког кадра (свака слика назива видео поље) наизменично исцртавају, тако да се само половина стварних кадрова слике користи за производњу видео записа. Сродна резолуција екрана је 1080p, која такође има 1080 линија резолуције; „p” се односи на прогресивно скенирање, што значи да се линије резолуције за сваки кадар „исцртавају” на екрану у низу.